# Jordi Llompart i Mallorquès
Jordi Llompart i Mallorquès (Barcelona, 11 d'octubre de 1962) és un periodista, cineasta i escriptor català que ha dirigit i presentat programes de ràdio i televisió. També ha produït i dirigit pel·lícules i sèries documentals per al cinema i la televisió i altres projectes innovadors de cinema IMAX i 3D.
Entre els anys 1988 i 2000 va ser l'editor i presentador de diverses edicions dels Telenotícies de la Televisió de Catalunya, va treballar en altres programes informatius no diaris com Versió Directa o Fem Empresa i va idear i dirigir la sèrie documental L'oblit del passat.
Com a cineasta ha escrit, produït i dirigit El Misteri del Nil (2005), la primera pel·lícula a l'estat espanyol per a cinemes IMAX, i també ha escrit, dirigit i produït Viatge Màgic a Àfrica (2010), el primer llargmetratge europeu de ficció rodat íntegrament en 3D estereoscòpic.
L'octubre de 2009 va ser guardonat amb el Premi Maria Honorífica de la 42a edició del Festival Internacional de Cinema de Sitges.

## Trajectòria
Va iniciar la seva carrera professional l'any 1983 com a director de l'emissora municipal Ràdio Cubelles i com a editor i presentador dels serveis informatius de Ràdio Avui de la Cadena 13.
El 1987 es va incorporar a Catalunya Ràdio i, el febrer de 1988, debuta a Televisió de Catalunya presentant el Telenotícies cap de setmana. A la tardor del 1988, passa a presentar el Telenotícies vespre, on continuaria fins al 1994. El 1995 presenta el Telenotícies matí i el 1996 el Telenotícies nit. El 1997 torna al Telenotícies cap de setmana on continua fins a l'any 2000. El 1995 presenta l'espai informatiu Catalunya avui. També va dirigir i presentar el programa d'entrevistes i debats Versió Directa i el programa d'economia Fem Empresa. Entre 1994 i 1996, va idear, produir i dirigir per al Canal 33 L'oblit del passat, sèrie documental de tretze episodis sobre la conservació del Patrimoni Cultural de la Humanitat. El 1999, va publicar el llibre amb el mateix títol fent una adaptació dels seus guions originals. Entre els anys 2000 i 2001 va dirigir i presentar el programa Economia i Empresa a Catalunya Ràdio.
L'any 2000, va deixar Televisió de Catalunya per a crear, juntament amb la societat de capital risc Barcelona Emprèn i la posterior participació de la societat d'inversió Invercartera, la productora audiovisual Orbita Max amb la qual va produir i dirigir diverses pel·lícules, sèries documentals i altres projectes innovadors de cinema IMAX i 3D.
Entre 2002 i 2004, va produir i dirigir Nòmades de la condició humana, una sèrie documental de tretze capítols que explora l'aspecte humà de la globalització a través dels ulls i les experiències dels nòmades moderns, i els documentals Aventura al Nil, que narra el viatge de quatre mesos de dos aventurers pel riu més llarg del món, i Asha, la filla del Ganges, basat en l'experiència de l'escriptora Asha Miró quan és adoptada per una família catalana i es desplaça fins a l'Índia en un viatge iniciàtic a la recerca dels seus orígens.
El 2005, va produir i dirigir El Misteri del Nil, la primera producció a l'estat espanyol per a cinemes IMAX. La pel·lícula, que narra la primera expedició que completa amb èxit el descens pel riu Nil Blau va obtenir, entre altres premis i reconeixements, els GSCA Awards (2005) a la millor fotografia, millor banda sonora i millor producció. Va ser la pel·lícula de gran format més vista i amb més ingressos de l'any 2005 i l'any següent va ser guardonada al festival de cinema de gran format de La Geode (París) amb els premis del jurat, del públic i dels joves.
L'octubre de 2006, el Grup RBA va entrar a l'accionariat d'Orbita Max amb el 50% del capital després d'adquirir les participacions dels socis financers de la productora un cop finalitzat el seu cicle inversor.
El 2007, la productora Orbita Max va rebre el Premi Sant Jordi de Cinematografia a l'empresa més innovadora del sector audiovisual i l'any 2008 va ser guardonada amb el Premi FICOD 2008 per haver produït el primer llargmetratge en gran format per a sales de projecció 3D estereoscòpic.
El 2009, va produir i dirigir Aràbia, una sèrie de quatre capítols que narra l'expedició de dos aventurers que es proposen creuar la península aràbiga i travessar el desert més inhòspit del món com a fil argumental per explicar les arrels comunes d'una civilització que neix dels costums nòmades ancestrals.
El 2010, va produir i dirigir Viatge Màgic a Àfrica, la primera pel·lícula rodada a l'estat espanyol íntegrament en 3D estereoscòpic per a cinemes de gran format, cinemes digitals i televisió. La pel·lícula està basada en el conte El cor damunt la sorra que ell mateix havia escrit en memòria de la seva filla Jana, a qui va perdre a l'edat de set anys en un tràgic accident a Namíbia l'abril de 2005. La pel·lícula, que va ser rodada a Namíbia, Sud-àfrica i Barcelona, està protagonitzada pels nens Eva Gerretsen, Michael Van Wyk i Raymon Mvula i la participació especial de Leonor Watling, Verónica Blume i Adrià Collado. Una pel·lícula que Llompart defineix com "una pel·lícula de nens per a nens" on reivindica la ingenuïtat i convida a l'espectador a viatjar per Àfrica a través d'aquest "compte màgic amb un rerefons filosòfic sobre la vida i la mort". La pel·lícula va ser guardonada amb el Premi Gaudí 2011 als millors efectes especials i Jordi Llompart va ser guardonat amb el Premi Maria Honorífica de la 42a edició del Festival Internacional de Cinema de Sitges.
Entre els anys 2010 i 2011 va presentar el programa d'actualitat, El Debat de 8TV, a Barcelona Televisió.
El 2012, va produir i dirigir La fi dels grans felins, una sèrie documental de televisió de quatre episodis sobre els perills que amenacen la conservació dels lleons, lleopards i guepards. Aquesta sèrie va ser la darrera producció de Llompart amb Orbita Max. La productora, afectada per la crisi econòmica del sector audiovisual, va presentar concurs de creditors a primers de 2016. A primers de 2018, amb el concurs acabat i l'extinció de la companyia, finalitzava la vinculació de Jordi Llompart amb la productora.
De 2012 a 2015 va treballar com a productor executiu, director i guionista del projecte documental Barça Dreams, llargmetratge documental que explica la història del Futbol Club Barcelona des dels seus orígens fins a la darrera etapa triomfal del club amb Lionel Messi de jugador i Pep Guardiola, Tito Vilanova i Luis Enrique d'entrenadors.
Entre 2012 i 2016 va publicar regularment articles d'opinió als diaris digitals Nació Digital i El Món.
El 2017 va realitzar The Last Wild, un llargmetratge documental on reivindica la recuperació dels vincles dels éssers humans amb la naturalesa.
Entre 2018 i 2019 va dirigir pel·lícules documentals per a l'Aga Khan Trust for Culture (AKTC) com The World of the Fatimids, basada en la dinastia fatimita, i Restoring Dignity, que explora els esforços a Kabul, Lahore i Delhi, per restaurar la dignitat de les persones mitjançant el desenvolupament cultural.
El 2021, Jordi Llompart va ser elegit president de l'Associació Societat Geogràfica de Catalunya. Aquesta associació, també coneguda com a Societat Nova Geogràfica, va ser fundada l'any 2019 pel mateix Llompart i altres reconeguts professionals de diversos àmbits de la societat catalana amb l'objectiu de promoure el coneixement de la geografia humana, cultural i mediambiental.

## Llibres publicats
- L'oblit del passat (Folio Ediciones,1999) ISBN 9788441309098
- Seres y Estrellas, conjuntament amb Jorge Wagensberg, Eudald Carbonell i Eduard Salvador (Plaza & Janés Editores, 2000)  ISBN 8422684411
- El cor damunt la sorra (Editorial La Galera, 2006) ISBN 9788424647919
- Viatge màgic a l'Àfrica (Ara Llibres, 2009) ISBN 9788493660185
- Viatges d'en Kabbo (Columna Edicions, 2022) ISBN 9788466429474

## Filmografia
| Any  | Títol                         | Com a     | Com a    | Com a     | Descripció                               |
| Any  | Títol                         | Guionista | Director | Productor | Descripció                               |
| ---- | ----------------------------- | --------- | -------- | --------- | ---------------------------------------- |
| 1996 | L'oblit del passat            | Sí        | Sí       |           | Sèrie de 13 episodis                     |
| 2002 | Nòmades de la condició humana | Sí        | Sí       | Sí        | Sèrie de 13 episodis                     |
| 2003 | Asha, la filla del Ganges     | Sí        | Sí       | Sí        | Documental de TV                         |
| 2004 | Aventura al Nil               | Sí        | Sí       | Sí        | Documental de TV                         |
| 2005 | El Misteri del Nil            | Sí        | Sí       | Sí        | Pel·lícula IMAX                          |
| 2005 | The Nomad Experience          | Sí        | Sí       | Sí        | Documental de TV                         |
| 2009 | Aràbia                        | Sí        | Sí       | Sí        | Sèrie de 4 episodis                      |
| 2010 | Viatge Màgic a Àfrica         | Sí        | Sí       | Sí        | Llargmetratge IMAX, cinema i TV. 2D i 3D |
| 2012 | La fi dels grans felins       | Sí        | Sí       | Sí        | Sèrie de 4 episodis                      |
| 2015 | Barça Dreams                  | Sí        | Sí       |           | Documental cinema i TV. 2D i 3D          |
| 2017 | The Last Wild                 | Sí        | Sí       |           | Documental cinema i TV                   |
| 2018 | The world of the Fatimids     | Sí        | Sí       |           | Documental de TV                         |
| 2019 | Restoring Dignity             | Sí        | Sí       |           | Documental de TV                         |